# سیارک ۳۵۷۹
سیارک ۳۵۷۹ (به انگلیسی: 3579 Rockholt، نامگذاری:1977YA) سه هزار و پانصد و هفتاد و نهمین سیارک کشف شده‌است که در ۱۸ دسامبر ۱۹۷۷ کشف شد.
قدر مطلق سیارک برابر ۱۴٫۲۰ است.